# Liste der Kulturdenkmäler in Eckelshausen
Die folgende Liste enthält Kulturdenkmäler in Biedenkopf-Eckelshausen im Landkreis Marburg-Biedenkopf, Hessen.
| Bild           | Bezeichnung             | Lage                     | Beschreibung | Bauzeit        | Daten |
| -------------- | ----------------------- | ------------------------ | --- | -------------- | ----- |
| weitere Bilder | Ev. Kirche Eckelshausen | Obere Bergstraße 10 Lage | Romanische Anlage; die wehrhaft angelegte Kirche mit gotischen Fenstern hat ein romanisches Schiff und einen Chorturm mit hohem Zeltdach aus einer anderen Bauphase. Die dreiseitig umlaufenden Emporen von 1775 wurden 1954 verändert. Kanzel aus der zweiten Hälfte 17./18. Jh. Um 1300 wurde der Kirchturm als wehrhafte Anlage gebaut. | um 1300        |       |
| Schartenhof    | Schartenhof             | Obere Bergstr. 12 Lage   | Gehöft mit gepflegtem Fachwerkbestand; Wohnhaus Anfang 17. Jh. (Hessischer Kratzputz von 1875), Scheunen 1710 und 1810, Stall 1875. Heutige Nutzung: u. a. Puppenatelier (Stuwe im Schartenhof), Marionettentheater, Kunsthandwerk, Konzerte.                                                                                              | Anfang 17. Jh. |       |